# Igor Andrović
Igor Andrović (ur. 17 lipca 1980 w Viroviticy) – chorwacki samorządowiec i polityk, od 2017 roku żupan virowiticko-podrawski, deputowany do Zgromadzenia Chorwackiego XI kadencji.

## Życiorys
W 1999 roku ukończył Liceum Ogólnokształcące im. Petra Preradovića w Viroviticy. W 2005 roku został absolwentem ekonomii na Wydziale Ekonomicznym Uniwersytetu Josipa Juraja Strossmayera w Osijeku. Ukończył różne szkolenia i warsztaty o charakterze politycznym, w tym m.in. organizowane przez American Council of Young Political Leaders.
Do 2007 roku pracował jako specjalista ds. zakupów w firmie Standard MIO d.o.o. Osijek, następnie w firmie budowlanej Nikola d.o.o., od 2009 do 2010 roku pracował w agencji rozwoju VIDRA. W 2010 roku został asystentem kierownika Wydziału ds. Gospodarki, Rozwoju i Rolnictwa w Urzędzie Żupanii Virowiticko-Podrawskiej. W 2013 roku odbył staż w Parlamencie Europejskim. Był dyrektorem targów Viroexpo. W 2016 roku został kierownikiem Wydziału Gospodarki, Rolnictwa i Funduszy Europejskich w Urzędzie Żupanii.

### Działalność polityczna
Wstąpił do Chorwackiej Wspólnoty Demokratycznej (HDZ), gdzie został członkiem zarządu miejskiego i regionalnego. W wyborach samorządowych w 2017 roku był kandydatem HDZ na urząd żupana virowiticko-podrawskiego, zwyciężył w pierwszej turze wyborów otrzymując 56,28% głosów. 26 maja tego samego roku objął urząd. W styczniu 2020 roku został zastępcą członka w Europejskim Komitecie Regionów, w którym dołączył do frakcji Europejskiej Partii Ludowej. W wyborach samorządowych w 2021 roku uzyskał reelekcję w pierwszej turze uzyskując najlepszy wynik w historii regionu – otrzymał 61,59% głosów. W październiku tego samego roku został członkiem zarządu Chorwackiego Związku Żupanii. W maju 2022 roku został stałym członkiem Europejskiego Komitetu Regionów, zasiadł w Komisji Polityki Spójności Terytorialnej i Budżetu UE (COTER) oraz Komisji Polityki Społecznej, Edukacji, Zatrudnienia, Badań Naukowych i Kultury (SEDEC).
W maju 2024 roku został wybrany deputowanym do Zgromadzenia Chorwackiego, zrezygnował jednak z mandatu, a jego miejsce objęła Vesna Bedeković.

## Życie prywatne
Jest żonaty, para wychowuje troję dzieci.